# Rhamnus procumbens
Rhamnus procumbens là một loài thực vật có hoa trong họ Táo. Loài này được Edgew. miêu tả khoa học đầu tiên năm 1846.